# La Papiola
La Papiola és una entitat de població del municipi català d'Albinyana, situat a la comarca del Baix Penedès.

## Història i localització
La urbanització, els primers habitatges de la qual es van començar a construir a mitjan segle xx, està travessada per la carretera C-51 i ubicada a la falda de la serra llarga de la Papiola (d'on pren el nom). Separa el termes municipals del Vendrell i d'Albinyana i limita amb les altres entitats de població de Bonaterra i Les Peces.

## Activitats i serveis
L'activitat de la Papiola és pràcticament residencial i escassa de serveis. El mercat setmanal (de tot el municipi) s'organitza els diumenges, i la Festa Major se celebra el 2 d'agost —tot acollint diades castelleres periòdicament.
Pel que fa al transport públic, una línia d'autobús gestionada per l'ajuntament d'Albinyana i pel servei comarcal d'autobusos del Baix Penedès ofereix una cobertura dïurna de dilluns a dissabte entre la Papiola, Bonaterra, les Peces, el centre d'Albinyana i el Vendrell.